# بوروسيا دورتموند موسم 2005–06
كان موسم 2005–06 هو الموسم الـ95 (والعام الـ96 بشكل عام) لبوروسيا دورتموند في تاريخ نادي كرة القدم والموسم الـ30 على التوالي في دوري الدرجة الأولى الألماني لكرة القدم، البوندسليغا.